# Wajkhari
Wajkhari (Mowa cielesna) – jedna z rodzajów mowy w systemie filozoficznym Śri Widji, której naturą jest 36 pierwiastków ontycznych tworzących wszechświat (tattwy).
Tattwy wszechświata wajkhari podzielone są na trzy grupy.

## Tattwy w systemie Śri Widja
I. Śiwatattwy
- 1 Śiwa
- 2 Śakti
- 3 Sadaśiwa
- 4 Iśwara
- 5 śuddhawidja

II. Widjatattwy
- 6 maja
- 7–11 – pięć osłon

III. Attmatattwy
- 12 purusza
- 13 prakryti
- 14 buddhi
- 15 ahamkara
- 16 manas
- 17–21 pięć zmysłów poznania
- 22–26 pięć narządów działania
- 27–31 pięć subtelnych żywiołów
- 32–36 pięć żywiołów